# Ispettorato per il supporto logistico e dei fari
L'Ispettorato per il supporto logistico e dei fari, in acronimo NAVISPELOG, in seguito all'ultima riorganizzazione della Marina Militare è stato rinominato in Comando Logistico della Marina Militare, in acronimo MARICOM ed è retto da un ammiraglio ispettore capo del Corpo del genio navale o delle Armi navali alle dirette dipendenze del Capo di stato maggiore della Marina.
Dall'ispettore dipendono il vice ispettore, l'ufficio di coordinamento generale, l'ufficio dell'ispettore, l'assistente consigliere tecnico, la segreteria particolare, il servizio locale di prevenzione e protezione, i direttori degli arsenali di La Spezia, Taranto, con la Sezione staccata di Brindisi e di Augusta, di Marinalles La Spezia, dei centri tecnici e degli enti scientifici, quali il Centro esperienze idrodinamiche della Marina Militare (CEIMM) di Roma mentre l'Istituto idrografico della Marina di Genova dopo la riconfigurazione della forza armata è passato alle dirette dipendenze del Capo di Stato maggiore della Marina.

## Organizzazione
Dal vice Ispettore, che è anche vice Ispettore degli allestimenti, dipendono una segreteria e cinque reparti:
- 1º Reparto: supporto navale
- 2º Reparto: materiali
- 3º Reparto: ingegneria del supporto
- 4º Reparto: fari e Segnalamenti riconfigurato in Direzione Fari e Segnalamenti
- 5º Reparto: allestimenti

I cinque Reparti sono suddivisi in Uffici e Segreterie.
Al 4º Reparto: fari e Segnalamenti facevano capo:
- Ufficio tecnico dei fari "MARITECNOFARI" La Spezia
- Comando zona fari "La Spezia" che aveva alle sue dipendenze la nave trasporto fari Palmaria
- Comando zona fari "La Maddalena" che aveva alle sue dipendenze la nave trasporto fari Tavolara
- Comando zona fari "Taranto" che aveva alle sue dipendenze la Sezione fari "Napoli" con la nave trasporto fari Procida
- Comando zona fari "Venezia" che aveva alle sue dipendenze la nave trasporto fari Ponza

Il Comando zona fari "Messina" con la nave trasporto fari Levanzo era alle dipendenze del Comando militare marittimo autonomo della "Sicilia".
Le navi trasporto fari, tutte appartenenti alla Classe Ponza, dopo l'ultima riorganizzazione sono state inquadrate nel COMFORAUS, il Comando delle forze ausiliarie, trasformato adesso in COMFLOTAUS, il Comando flottiglia unità ausiliarie.

## Storia
NAVISPELOG ha avuto, fino all'ultima riorganizzazione della Marina Militare, la sua sede a Roma a palazzo Marina in piazzale della Marina 1, nei locali in cui si trovava il Comitato consultivo per i progetti delle navi e delle armi (MARICONAVARMI) di cui NAVISPELOG ha ereditato anche tutte le dipendenze di Enti Tecnici. NAVISPELOG venne istituito in via sperimentale il 1º gennaio 1999, incorporando alcuni enti preesistenti, in maniera definitiva il 31 dicembre 2000.
Tra il 2000 e il 2001 NAVISPELOG ha acquisito alle proprie dipendenze oltre agli enti tecnici quali l'ufficio tecnico per i fari (MARITECNOFARI), la Commissione permanente per gli esperimenti del materiale da guerra di La Spezia (MARIPERMAN), l'Istituto per le telecomunicazioni e l'elettronica di Livorno (MARITELERADAR), il Centro missilistico di La Spezia (MARIMISSILI) e il Centro gestioni scorte della Marina Militare di La Spezia (MARICEGESCO) anche l'Ufficio allestimento e collaudo nuove navi (MARINALLES), gli arsenali, il comprensorio CIMA (Centro Interforze per il Munizionamento Avanzato) di Aulla (Massa Carrara) e il Centro Interforze Studi per le Applicazioni Militari (CISAM) di San Piero a Grado (una frazione del comune di Pisa).
A NAVISPELOG sono state trasferite le competenze della disciolta Direzione generale delle armi e costruzioni navali in tema di efficienza del naviglio e stabilimenti di lavoro, spostando quindi tali tipi di attività dall'area tecnico-amministrativa all'area tecnico-operativa in ottemperanza al modello di difesa che è stato definito con la legge sulla riforma dei vertici.
Nel 2007 è stato costituito il Centro di supporto e sperimentazione navale (CSSN) di La Spezia, nato dalla fusione di tre enti di studio e sperimentazione: Mariperman, di cui il CSSN ha ereditato la sede, Marimissili e Mariteleradar Livorno. Il CSSN di La Spezia ha avuto alle sue dipendenze le navi esperienze tecnologiche "Martellotta" e "Rossetti" che in seguito all'ultima riorganizzazione della Marina Militare sono entrate a far parte del Comando delle Forze Ausiliarie.
Il primo documento ufficiale riguardante la regolamentazione del segnalamento marittimo italiano all'indomani dell'unità nazionale risale al 12 maggio 1868 quando venne istituita da Vittorio Emanuele II la "Reale commissione dei porti, spiagge e fari". Nel 1876 l'Ufficio centrale idrografico della Regia Marina pubblicò il primo elenco completo dei fari italiani, seguito dalla richiesta presso il Ministero dei lavori pubblici, da parte del direttore dell'Istituto idrografico Magnaghi, di istituire un ufficio tecnico cui affidare la suprema direzione di tutto il Servizio fari e segnalamenti marittimi, ma tale richiesta non venne accolta. Il 2 aprile 1885 viene istituita la prima legge in materia di fari e segnalamenti marittimi, con la quale viene redatto il "Programma organico dei fari nazionale” affidato al Consiglio superiore del Ministero dei Lavori Pubblici, ma fu solo nel 1910 che tutti i servizi marittimi vennero unificati nelle mani della Regia Marina e venne disposto il passaggio del Servizio fari e segnalamenti marittimi dal Ministero dei Lavori Pubblici al Ministero della Marina, lasciando all'amministrazione dei lavori pubblici soltanto la costruzione e le riparazioni straordinarie dei fari, ma a causa di problemi burocratici e di bilancio la data ufficiale del passaggio del Servizio fari alla Regia Marina viene però ritardata e venne fissata definitivamente il 1º luglio 1911. In seguito a questo passaggio vennero iniziate molte opere di ammodernamento sia in termini di organizzazione che sul piano tecnologico e con decreto luogotenenziale n. 1240 del 2 luglio 1915 il Servizio fari venne riorganizzato completamente con l'istituzione dell'Ispettorato dei fari e dei segnalamenti marittimi, con sede nazionale a Napoli all'interno dell'arsenale. L'intero territorio del Regno d'Italia venne suddiviso in otto zone denominate "Comandi zona fari", in cui erano comprese anche le colonie, con ciascuna zona retta da un capitano di vascello. nel periodo che va dalla fine del primo conflitto mondiale allo scoppio del secondo venne compiuto il massimo sforzo nel portare il livello del segnalamento delle coste italiane a quello dei paesi più progrediti in questo campo, come Inghilterra e Francia.
Nell'immediato dopoguerra la Marina Militare organizzò nuovamente la Divisione fari e con l'aiuto del Dipartimento opere marittime del Ministero dei Lavori Pubblici, venne avviato un programma generale di ricostruzione e ammodernamento dell'intera rete pesantemente danneggiata sia dalle azioni di bombardamento aereo, navale e terrestre degli alleati che dalle quelle dei guastatori tedeschi in ritirata. I lavori di recupero dei fari danneggiati si affiancarono alla costruzione di nuovi fari e proseguirono ininterrottamente fino al 1965.
Il 31 dicembre 1966 venne istituito l'Ispettorato dei fari e del segnalamento marittimo alle dirette dipendente dal capo di stato maggiore della Marina con sede a Roma.
L'Ufficio tecnico dei fari, posto direttamente alle dipendenze dell'Ispettorato dei fari e del segnalamento marittimo, con sede preso l'Arsenale militare marittimo di La Spezia ebbe invece il compito di eseguire in tutt'Italia le riparazioni di maggiore entità o straordinarie, oltre a utilizzare i propri laboratori ed officine per effettuare riparazioni, collaudi, sperimentazioni e ricerche. La rete venne suddivisa nelle seguenti zone di pertinenza:
- La Spezia per I'Alto Tirreno
- La Maddalena per la Sardegna
- Napoli per il Basso Tirreno
- Messina per la Sicilia
- Taranto per lo Ionio e il Basso Adriatico
- Venezia per I'Alto Adriatico e quello Centrale.

Ognuna di queste zone veniva assegnata ad un Comando zona fari, con dipendenza operativa dal rispettivo Alto comando periferico della Marina per quanto riguarda gli aspetti tecnici e logistici e dall'Ispettorato dei fari per gli aspetti funzionali, con il compito principale di gestione della segnaletica marittima di pertinenza e della manutenzione ordinaria.
Dal mese di giugno 1998 l'Ispettorato dei fari è stato incorporato nell'Ispettorato per il supporto logistico e dei fari con sede a Roma, attuale organo di vertice del Servizio Fari, costituendo il 4º Reparto sezione fari.

## Riorganizzazione
Nel quadro della riorganizzazione della Marina Militare l'Ispettorato per il supporto logistico e dei fari a partire dal 30 aprile 2013 è stato riconfigurato in Comando logistico della Marina, mantenendo la medesima struttura organizzativa.
Dal 1º novembre 2013 il Comando Logistico è stato trasferito da Roma a Nisida presso Napoli e nel contempo è stata costituita la Direzione Fari e Segnalamenti, che dopo avere inizialmente mantenuto la sua sede a Roma, a partire dal 15 marzo 2014 è stato trasferito a Napoli.

### Direzione Fari e Segnalamenti
La Direzione Fari e Segnalamenti è l'organo direttivo centrale che è responsabilità dello studio, della pianificazione, della direzione e del controllo per quel che riguarda le funzioni di natura tecnica e logistica e rappresenta inoltre l'Autorità nazionale che si esprime sulla adeguatezza della segnaletica marittima alle esigenze della navigazione e nell'ambito della Organizzazione Internazionale del Segnalamento Marittimo.

#### Ufficio Tecnico dei Fari
L'Ufficio Tecnico dei Fari, con sede in La Spezia, opera alle dipendenze della Direzione Fari e Segnalamenti per lo svolgimento delle funzioni tecniche e logistiche a beneficio dell'intera rete nazionale dei segnalamenti marittimi e degli ausili per la navigazione. L'Ufficio Tecnico dei Fari effettua studi, ricerche e sperimentazioni dei materiali e delle tecnologie da impiegare nel campo della segnaletica marittima. L'ufficio Tecnico dei Fari, che dispone di un'officina e di laboratori può effettuare lavori di manutenzione.

### Comandi Zona Fari
I Comandi Zona Fari, hanno sede a La Spezia, Venezia, Taranto, La Maddalena, Messina e Napoli, quest'ultimo istituito dalla riconfigurazione della Sezione fari Napoli del Comando zona Fari di Taranto . I comandi zona fari dipendono dal punto di vista funzionale, per gli aspetti tecnici e logistici dai Comandi Logistici d'area, che li impiegano per assicurare l'efficienza operativa del servizio di segnalamento nell'ambito della propria competenza territoriale. Il Comando zona fari di Napoli è invece alle dirette dipendenze del Comando logistico della Marina. I comandi zona fari sono dotati di officina mista e di magazzino materiali per l'esecuzione dei lavori di riparazione e di manutenzione fino al secondo livello.

#### Reggenze dei Segnalamenti Marittimi
Le Reggenze dei Segnalamenti Marittimi sono organi operativi periferici del Servizio Fari che dipendono direttamente dai Comandi Zona Fari, costituiti, secondo la necessità, in modo da ricoprire complessivamente la totalità delle coste nazionali.